# Planebruch
Planebruch är en kommun i östra Tyskland, belägen i Landkreis Potsdam-Mittelmark i förbundslandet Brandenburg, nordost om distriktshuvudorten Bad Belzig. Kommunen bildades 2002 genom sammanslagning av de tidigare kommunerna Cammer, Damelang-Freienthal och Oberjünne. Kommunen administreras som en del av kommunalförbundet Amt Brück, vars säte ligger i den närbelägna staden Brück.

## Geografi
Kommunen Planebruch ligger i det historiska landskapet Zauche och har sitt namn efter floden Plane, som rinner genom sydvästra delen av kommunen. I nordost ligger Lehnins militära övningsfält, tillhörande Bundeswehr. I norr och öster gränsar kommunen till kommunen Kloster Lehnin, i söder till staden Brück, i sydväst till staden Bad Belzig, samt i nordväst till kommunen Golzow.

## Orter
Kommunen indelas i tre kommundelar (Ortsteile):
- Cammer med Tornow
- Damelang-Freienthal med Damelang och Freienthal samt Hackenhausen
- Oberjünne med Forsthaus Johannisheide